# Lucia Battaglia Ricci
Lucia Battaglia Ricci (Cascina, 20 novembre 1945) è una filologa, storica della letteratura e italianista italiana.

## Biografia
Allieva di Emilio Bigi, Luigi Blasucci e Mario Fubini all'Università di Pisa e alla Normale di Pisa, ha insegnato nelle Università di Pisa e di Roma Tre. Studiosa di letteratura italiana medievale, ha rivolto una particolare attenzione a Dante, Boccaccio e agli aspetti iconografici delle loro opere. Tra le edizioni da lei curate si segnalano quella dei volumi sul Duecento e sul Trecento delle Novelle italiane (Milano, Garzanti, 1982), e quella del Milione di Marco Polo (Milano, Sansoni, 2001).

## Opere principali
- Dante e la tradizione letteraria medievale: una proposta per la "Commedia", collana Bibliotechina di studi, ricerche e testi, Pisa, Giardini, 1983, ISBN 9788842705239.
- Ragionare nel giardino. Boccaccio e i cicli pittorici del «Trionfo della morte», collana Piccoli saggi, 2ª ed., Roma, Salerno, 2000  [1987], ISBN 9788884023087.
- Palazzo Vecchio e dintorni: studio su Franco Sacchetti e le fabbriche di Firenze, collana Studi e saggi, Roma, Salerno Editrice, 1990, ISBN 9788884020543.
«In appendice: Tempi e modi di composizione del Libro delle rime di Franco Sacchetti»
- Boccaccio, collana Sestante, Roma, Salerno, 2000, ISBN 9788884022912.
- Scrivere un libro di novelle: Giovanni Boccaccio autore, lettore, editore, collana Memoria del tempo, Ravenna, Longo Angelo, 04/12/2013, ISBN 9788880637738.
- Dante per immagini: dalle miniature trecentesche ai giorni nostri,, collana Saggi, Torino, Einaudi, 4 dicembre 2018, ISBN 9788806239343.

## Lucia Battaglia Ricci nei musei
- MACC, Calasetta